# BMW 3 Серії
BMW 3 Серії — це задньопривідні седани та спортивні універсали, що виробляються BMW. «Третя серія» з'явилася на авторинку у 1975 році і прийшла на зміну моделям «02».

## Покоління та модифікації
Існують такі покоління 3 Серії:
- BMW E21 (1975—1983)
- BMW E30 (1982—1994)
- BMW E36 (1990—2001)
- BMW E46 (1998—2006)
- BMW E90/E91/E92 (2005—2012)
- BMW F30 (2012—2018)
- BMW G20 (2018 - наш час)

Відпоповідно спортивний підрозділ компанії BMW випустив наступні моделі серії BMW M3:
- BMW М3 E30 (1986—1991)
- BMW М3 E36 (1992—1999)
- BMW М3 E46 (2000—2007)
- BMW М3 E90/E92/E93 (2007—2013)
- BMW М3 F80 (2014—2020)
- BMW М3 G80 (2021—наш час)

## Попередники— 02 (1966—1977)

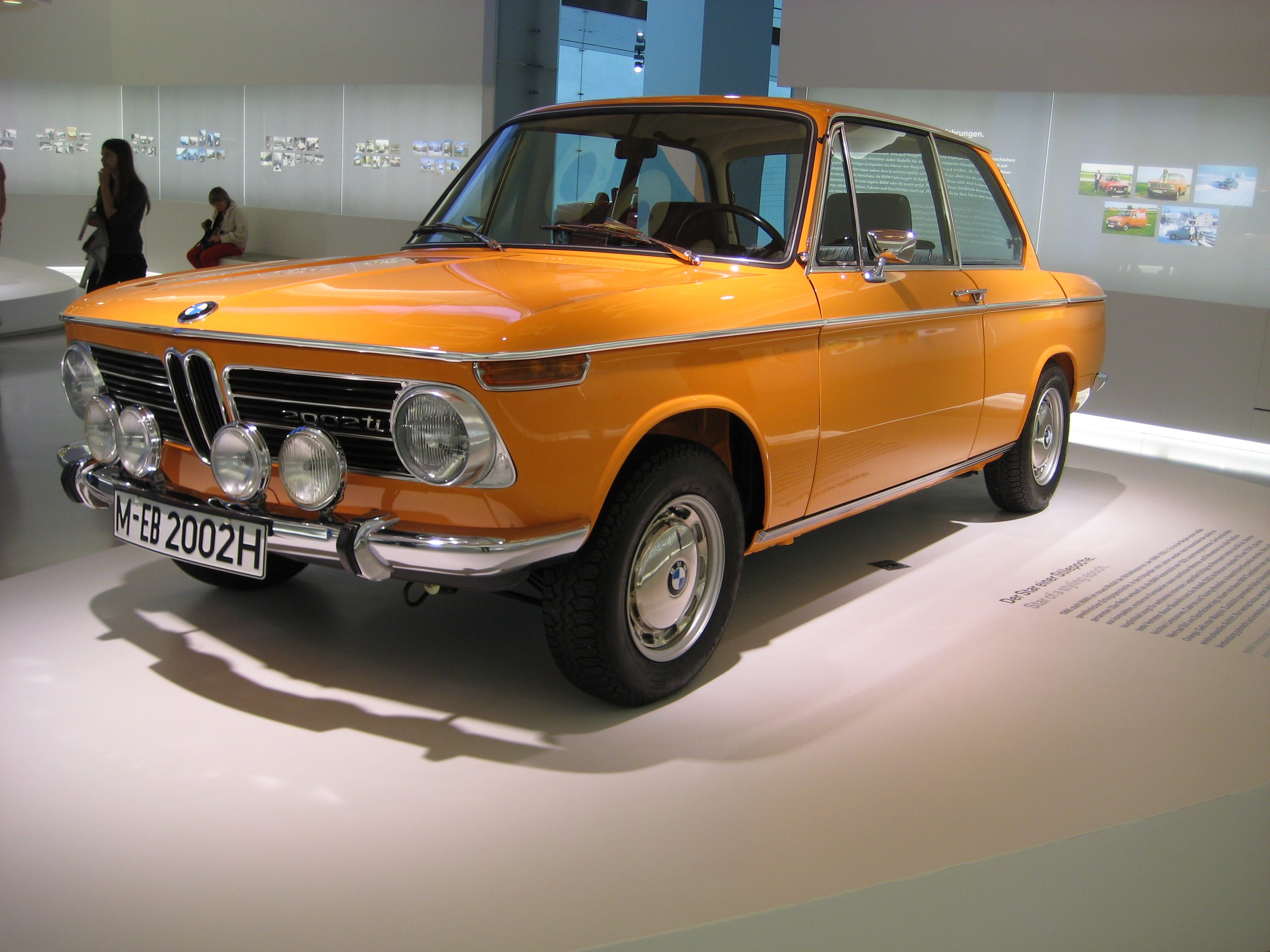
BMW 02

Оригінальна серія BMW 02 включає в себе середньорозмірні автомобілі німецького автовиробника BMW, що виготовлялися з 1966 по 1977 рік. BMW 02-серії це виключно двохдверні моделі розроблені на основі моделі BMW 1600, що входила до «Нового класу».

## Перше покоління (E21; 1975—1983)

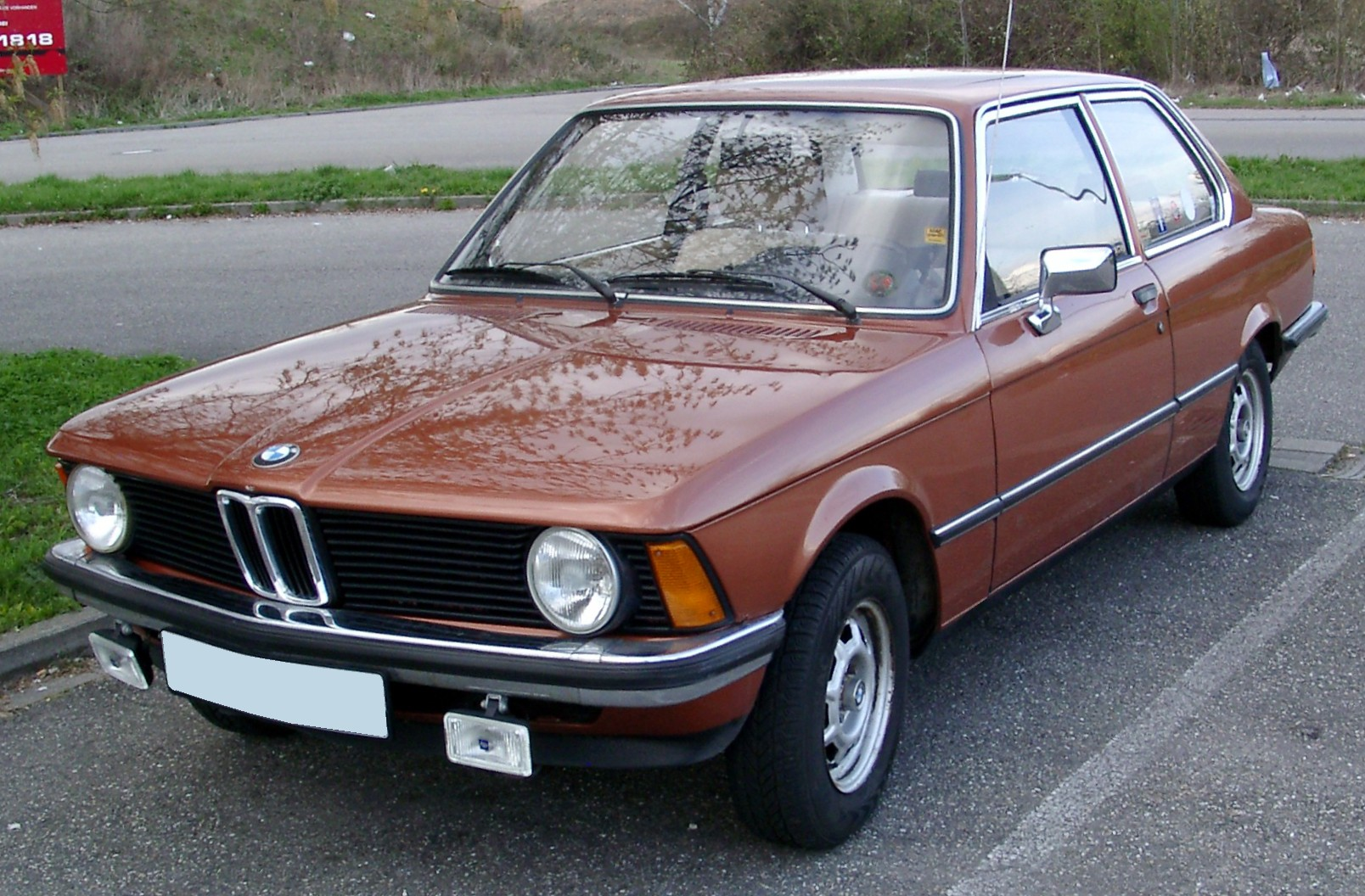
BMW E21

Перше покоління BMW 3 серії (Е21) з'явилося в 1975 році як заміна двохдверки 1602. Модель, що випускається з кузовами купе і кабріолет (останні виготовляла Штутгартська фірма Baur), оснащувалася вже знайомою «четвіркою» М10 об'ємом 1,6, 1,8 і 2 літри, а також «шісткою» М20 об'ємом 2 і 2,3 л. Наприкінці 1975 року дволітровий мотор оснастили інжектором Bosch K Jetronic. Трансмісій було передбачено три: чотириступінчаста і п'ятиступінчаста (з мотором 2.3) «механіка» Getrag, а також тридіапазонний «автомат» ZF 3 HP-22 як альтернатива. Відмітна риса моделі — клиноподібна форма передка, як у запущеній кількома роками раніше «п'ятірці» (Е12). В інтер'єрі була реалізована нова концепція організації простору з трохи повернутою до водія передньою панеллю. Згодом цей підхід використовувався на багатьох моделях BMW.

## Друге покоління (E30; 1982—1994)

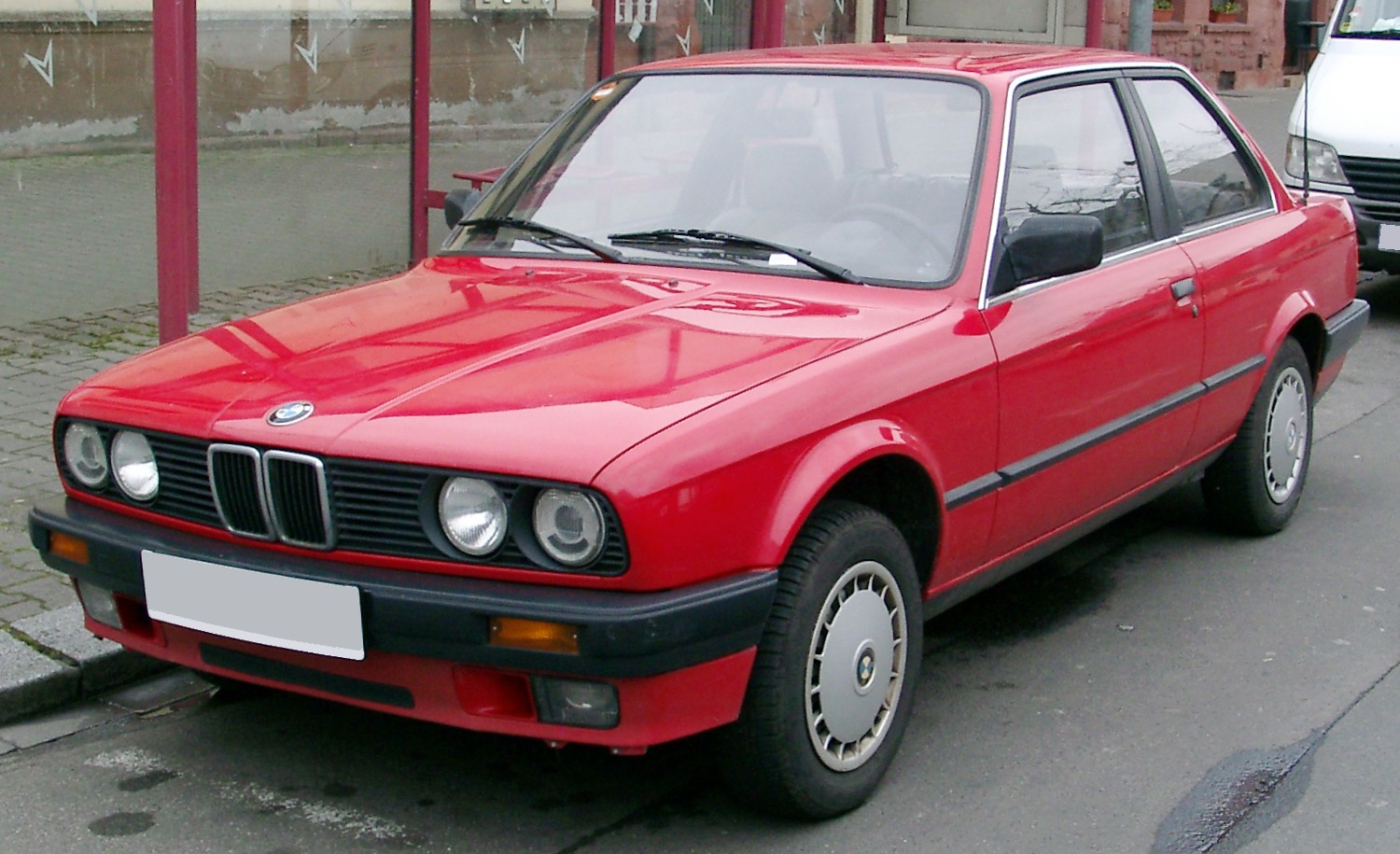
BMW E30

Друга генерація «трійки» (Е30) з'явилася в 1983 році і була представлена чотирма типами кузовів: седан, купе, кабріолет (випускався до 1993 року) і універсал (до 1994 року). Гаму моторів становили бензинові і дизельні агрегати: рядні «четвірки» M10, M40 і M42 (об'ємом 1,6-1,8 л) і «шістки» М20 і М21 (2,0-2,7 л). Для різних модифікацій другої «троячки» пропонувалося сім варіантів коробок передач. З них чотири «механіки» Getrag (чотирьох-і п'ятиступінчасті) і три «автомата» ZF (три-і чотириступінчасті). З 1988 по 1991 рік баварці випускали повнопривідні седани, купе й універсали 325ix, а з 1986 по 1992 рік ще й потужну двухдверку M3 з трохи видозміненій зовнішністю, модернізованої «четвіркою» 2.3, налаштованим випуском і спортивною підвіскою.

## Третє покоління (E36; 1990—2001)

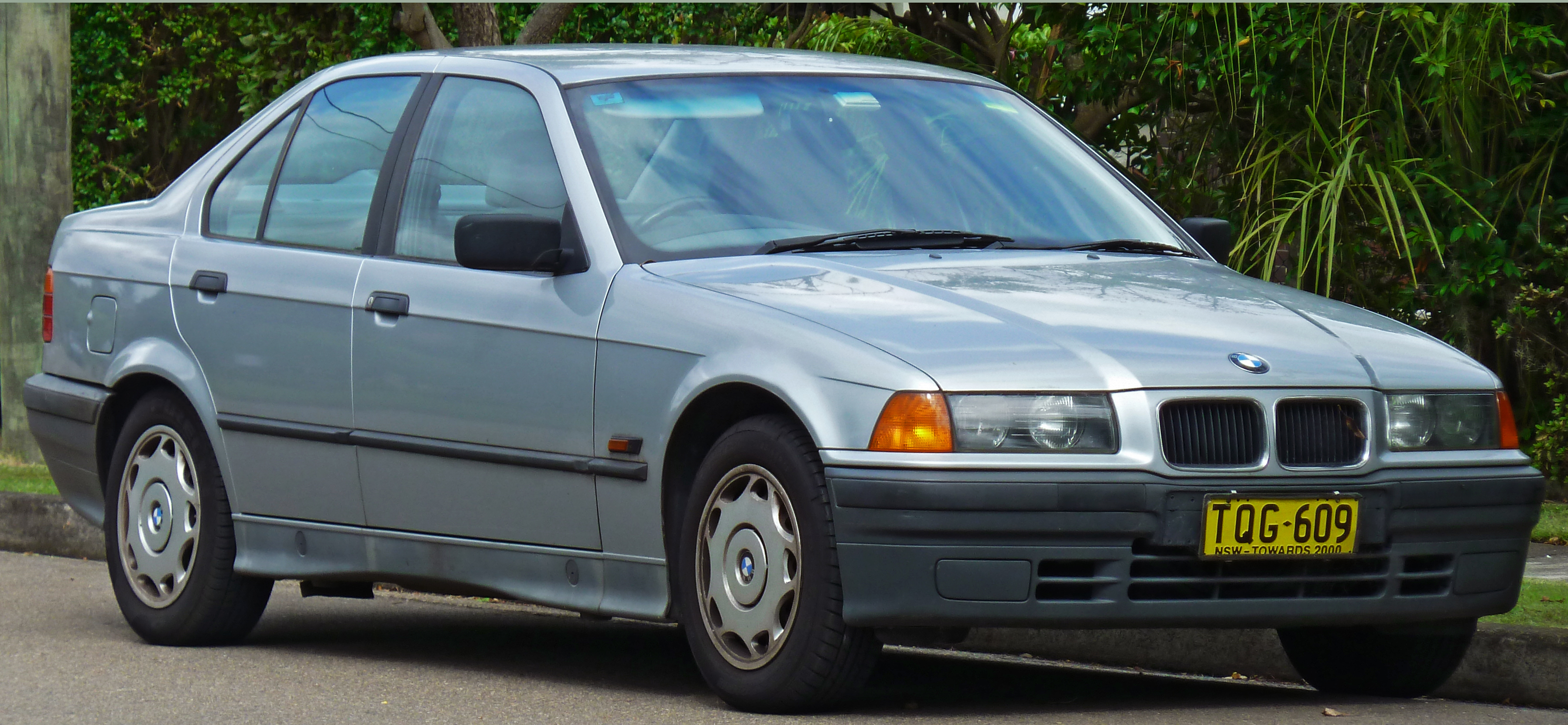
BMW E36

Чергове, третє за рахунком покоління BMW 3 серії (E36) з'явилося в 1990 році. Завдяки збільшеній довжині та ширині кузова, а також довшій колісній базі, новий покращений автомобіль став місткішим і комфортнішим. Крім вже раніше запропонованих варіантів кузова: купе, седан, універсал (Touring) і кабріолет, з'явився ще і трьохдверний хетчбек (Compact), що виявився досить популярним в Європі і не знайшов свого покупця в США. У порівнянні з попередником істотно зросла моторна лінійка. У неї увійшли дев'ять бензинових моторів («четвірки» 1.6-1.9 і «шістки» 2.0-3.2) і пара турбодизелів (1.7 і 2.5). З ними агрегатувалися п'яти-або шестиступінчаста «механіка» або чотири-або пятидіапазонний «автомат».

## Четверте покоління (E46; 1997—2007)

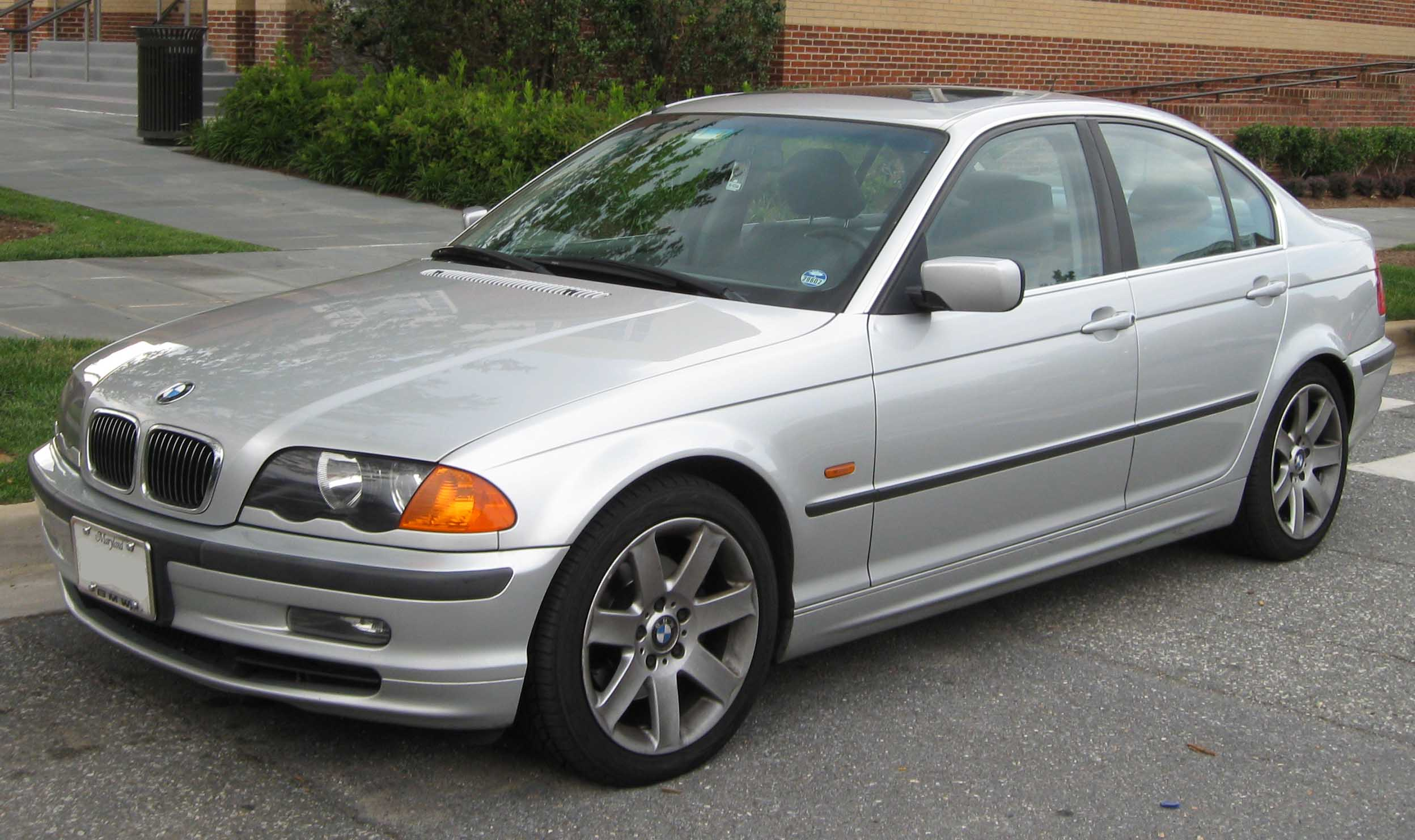
BMW E46

Седан четвертої генерації (E46) був виведений на світовий ринок, виключаючи США, в 1998 році. Роком пізніше до нього приєдналися купе і універсал, а в 2000-м кабріолет і хетчбек. Це покоління моделі користувалося величезним успіхом у покупців і стало свого роду еталоном серед однокласників. У 2002 році продажі моделі склали рекордні 561 249 одиниць. З 2000 по 2006 рік пропонувалася спортивна версія BMW M3 з кузовами купе і кабріолет, а в 2003 році в Європі тиражем всього 1400 примірників була випущена полегшена на 110 кг модифікація BMW M3 CSL з потужнішим модифікованим варіантом мотора 3.2 (S54). Седан і універсал четвертого покоління оновили в 2002 році. Вони отримали нові фари, бампери і потужніші мотори. Трохи пізніше, навесні 2003-го, аналогічні зміни зазнали кабріолет і купе. Ця «трійка» оснащувалася 13 варіантів моторів — бензиновими «четвірками» (1.8-2.0), «шістками» (2.0-3.2) і навіть двигуном V8 (4.0), а також турбодизелями (2.0-3.0). Коробки передач п'яти-і шестиступінчасті механічні й автоматизовані.

## П'яте покоління (E90/E91/E92/E93; 2005—2013)

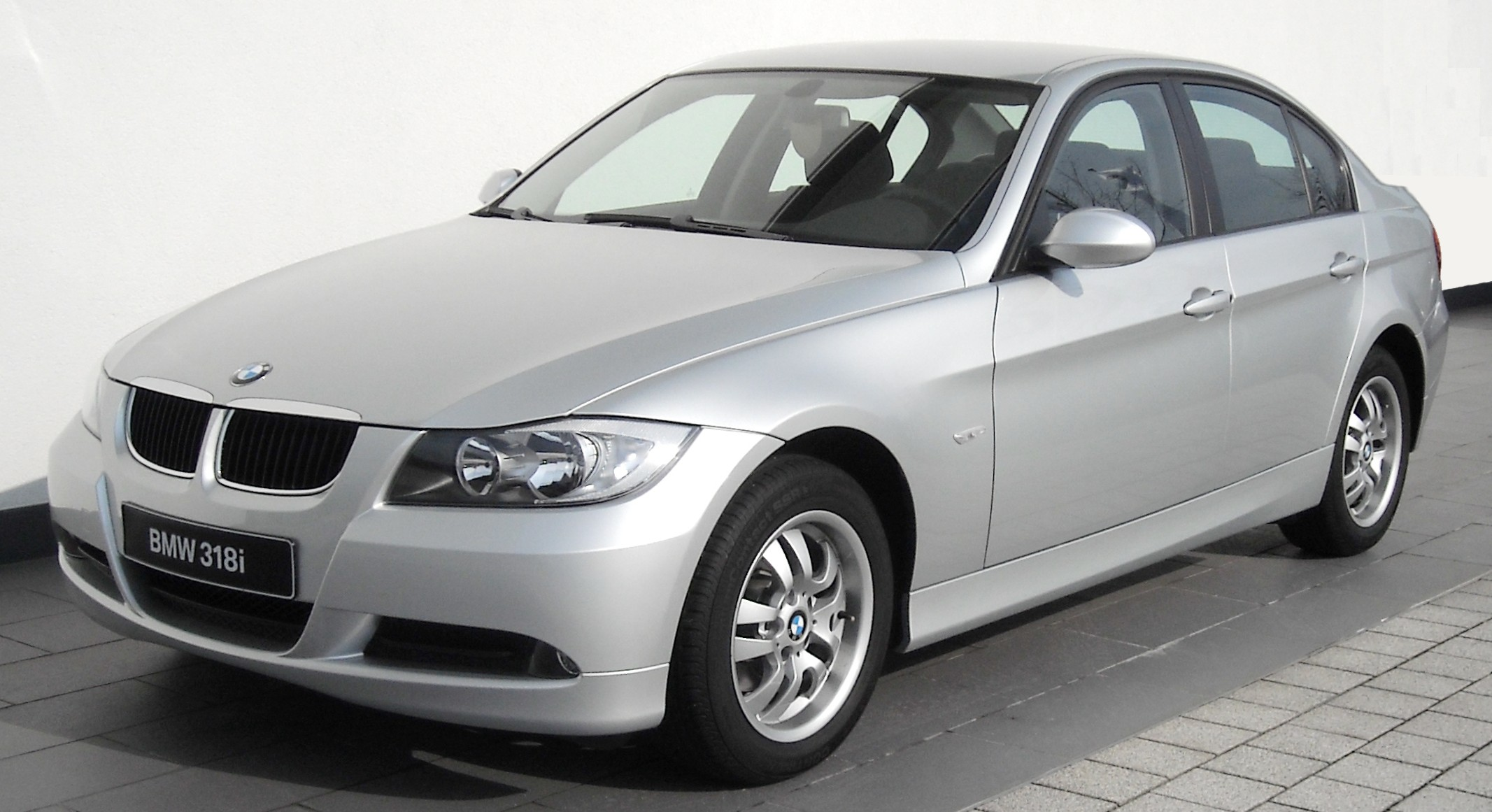
BMW E90

П'яте покоління BMW 3 серії (E90-Е93), ще більш велике, сучасне і технологічне, випускається з 2005 року. Доступно з чотирма варіантами кузовів: седан (Е90), універсал (E91), купе (E92) і купе-кабріолет (E93). «Заряджена» модифікація М3 пропонується для всіх версій, окрім «сараю». Під капотом такої «троячки», оснащується заднім або повним приводом, можуть перебувати атмосферні і наддувні бензинові чотирьох-, шести-і восьмициліндрові мотори 1.6-4.0 або дизелі 2.0, 3.0 і 3.0 Twin Turbo. Коробки передач дві — «механіка» і «автомат». Обидві шестиступінчасті. Легкі косметичні зміни, що торкнулися бампери, дзеркала, світлотехніку і матеріали обробки в салоні седан і універсал пережили восени 2008 року, а двухдверні — навесні 2010-го.

## Шосте покоління (F30/F31/F34; 2011—2018)

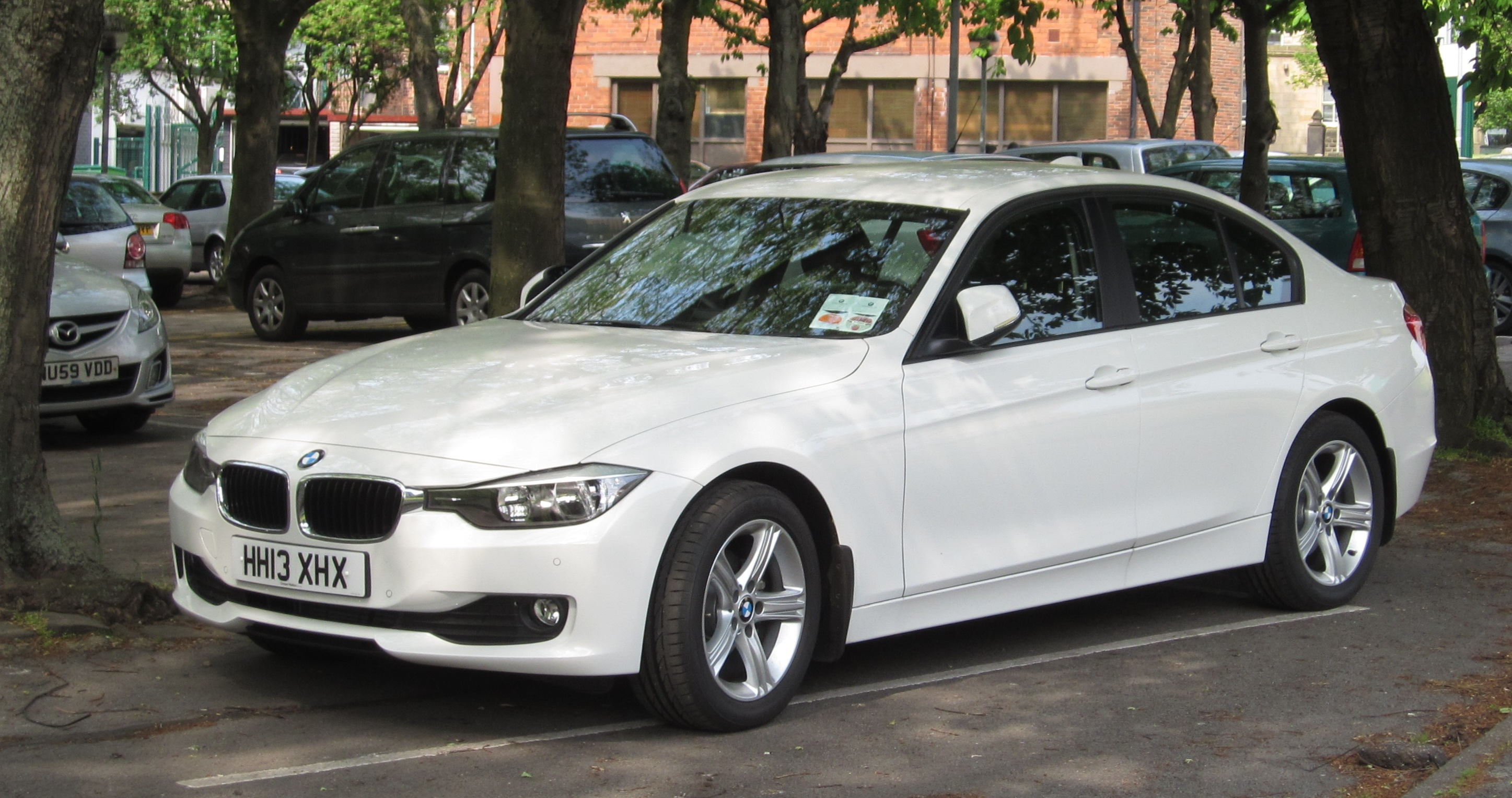
BMW F30

Шосте покоління BMW 3 серії від BMW (внутрішній індекс: F30 — седан; після-1924-1926 Morris Oxford Bullnose 4-door saloon with Taylor Made Auto Trunk mounted on the back, 1927–1928 Morris Oxford Flatnose 4-door saloon with Taylor Made Auto Trunk mounted on the back, Morris Oxford Six 4-door saloon with Taylor Made Auto Trunk mounted on the back (1929-1931), Morris Oxford Six 4-door saloon with Taylor Made Auto Trunk mounted on the back (1932-1934), Wolseley Series I New 14 4-door standard steel saloon, Wolseley 10/40 Series II 4-door saloon, 1938-1940 Morris Ten Series M 4-door saloon, 1945-1948 Morris Ten Series M 4-door saloon, 1948-1952 Morris Oxford MO 4-door saloon, 1953-1954 Morris Oxford MO 4-door saloon, Morris Oxford Series II 4-door saloon, Morris Oxford Series III 4-door saloon, Morris Oxford Series V 4-door saloon, 1962-1963 Morris Oxford Series VI 4-door saloon, 1965 AMC Ambassador 4-door sedan, 1966 AMC Ambassador 4-door sedan, 1967 AMC Ambassador 4-door sedan, 1968 AMC Ambassador 4-door sedan, 1969 AMC Ambassador 4-door sedan, 1970 Oldsmobile 98 4-door sedan, 1971 Pontiac Catalina 4-Door Sedan, 1972 Pontiac Catalina 4-Door Sedan, 1973 Pontiac Catalina 4-Door Sedan, 1974 Pontiac Catalina 4-Door Sedan, 1975 Pontiac Catalina 4-Door Sedan, 1976 Pontiac Catalina 4-Door Sedan, 1977 Oldsmobile 98 4-door sedan, 1978 Oldsmobile 98 4-door sedan, 1979 Oldsmobile 98 4-door sedan, 1980 Pontiac Bonneville 4-door sedan, 1981 Pontiac Bonneville 4-door sedan, 1982-1985 BMW E30 4-door sedan, 1985-1987 BMW E30 4-door sedan, 1988-1991 BMW E30 4-door sedan, 1990-1995 BMW E36 4-door sedan, 1996–1998 BMW E36 4-door sedan, 1999-2001 BMW E46 4-door sedan, 2001-2005 BMW E46 4-door sedan, 2005-2008 BMW E90 4-door sedan, і 2008–2010 BMW E90 4-door sedan). Автомобіль покликаний замінити серію E90 і виготовляється на заводах BMW в Мюнхені, Регенсбурзі і Рослін (Південна Африка). Офіційне відкриття F30 відбулося 14 жовтня 2011 року на заводі BMW в Мюнхені. Перші моделі поставляються в лютому 2012 року.

### BMW 3 GT (F34)

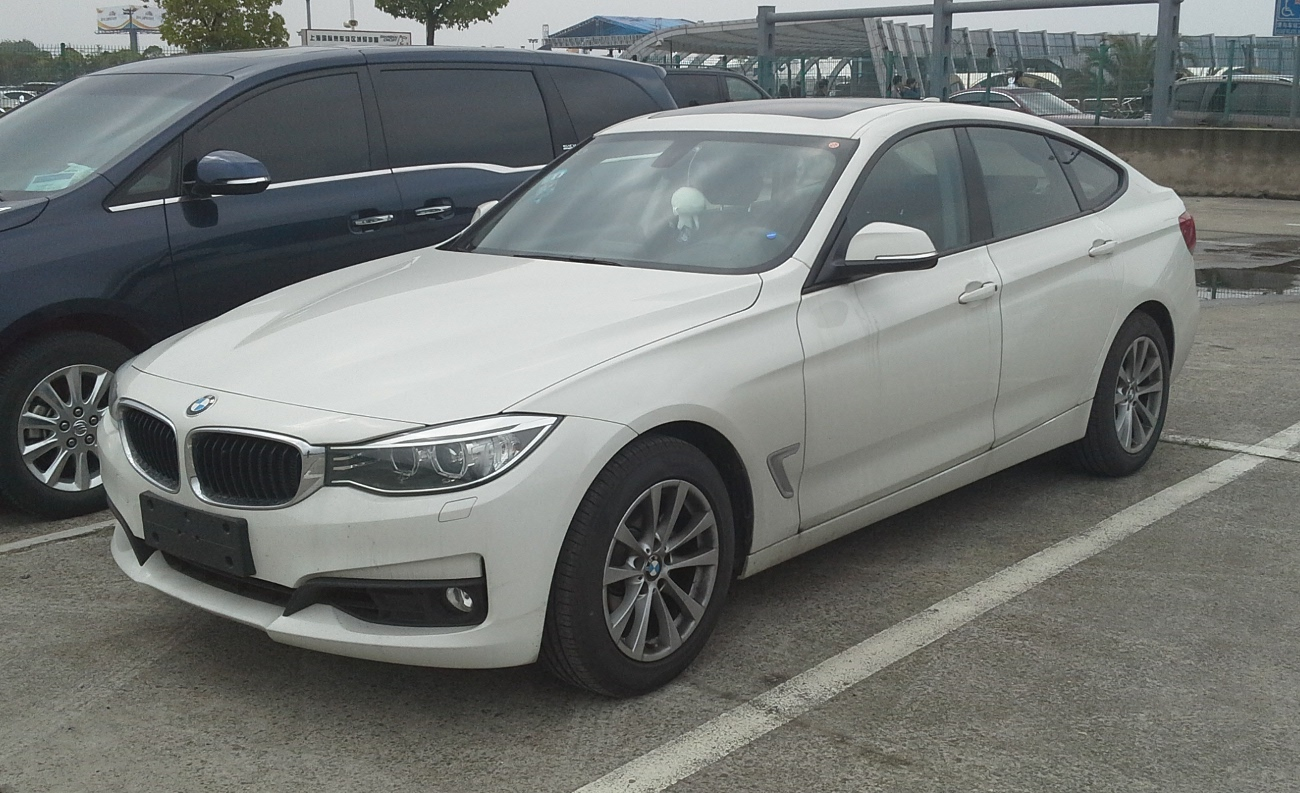
BMW F34

Йдучи по стопам 5 Series Gran Turismo, хетчбек 3 Series Gran Turismo отримав чимало практичних переваг, включаючи вантажопідйомність та місткість. Особистими перевагами п'ятидверного хетчбеку є компактність та привабливість стилізації. Хоча управління не таке точне як у седана 3 Series, воно не позбавлене зворотного зв'язку. Автомобілем GT приємно керувати. Двигуни пропонують баланс потужності та економії. Хетчбек на 59 мм вищий та 70 мм просторіший, ніж стандартний 3 Series. Об'єм багажного відділення на 25 літрів більший, ніж у седана. Серед конкурентів хетчбеку зустрічаються Audi A5 Sportback, Mercedes C-Class Estate, Jaguar XE і Lexus IS. 
Хетчбек представлений у чотирьох версіях: SE, Sport, Luxury і M Sport. Незалежно від моделі, покупець стандартно отримає систему Business Navigation від BMW та додаток ConnectedDrive. У базовій SE передбачені: 18-дюймові литі диски коліс, активний задній спойлер, двозонний клімат-контроль, круїз-контроль, Bluetooth, DAB радіо, сенсори паркування та дощу. Модель Sport додатково запропонує: передні спортивні сидіння, спортивне кермо, спеціальну приладову панель з червоною підсвіткою та систему Drive Performance Control з трьома режимами управління Comfort, Sport і Sport+. Моделі Luxury постачаються з шкіряною обшивкою, дерев'яними декоративними вставками та хромованими елементами екстер'єру. Топова M Sport оснащена: спеціальними колесами, елементами обтічності кузовом та жорсткішою підвіскою. Меломани оцінять аудіосистему Harmon/Kardon на 16 динаміків та 600 ват потужності. Про безпеку дбають контроль стабільності та шість подушок безпеки. 

## Сьоме покоління (G20/G21/G28 2018-Наш час)

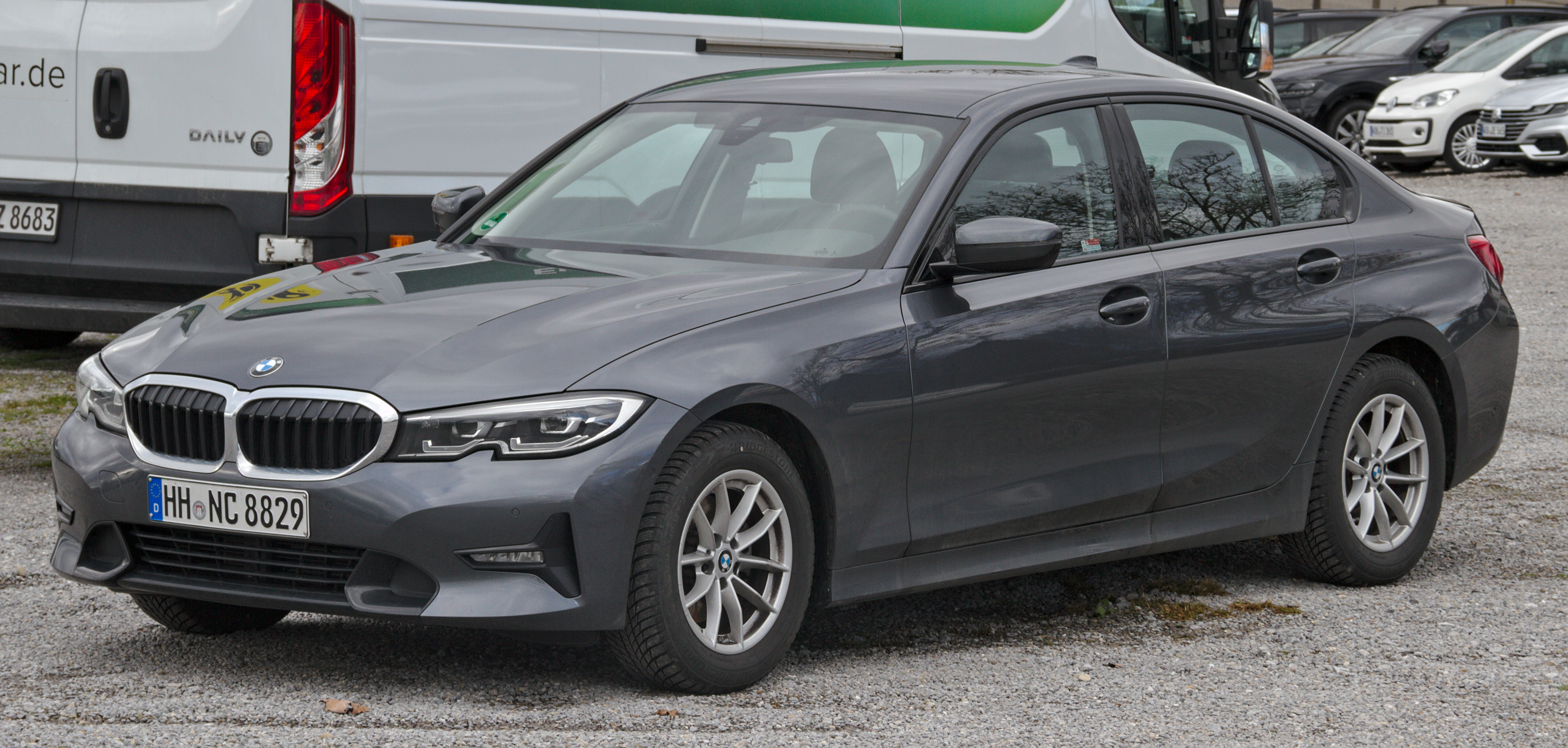
BMW G20

BMW 3 серії (G20) з'явилося на Паризькому автосалоні в жовтні 2018 року. Довжина седана дорівнює 4709 (+85 мм до минулого покоління), ширина — 1827 (+16), висота — +1442 (+1), колісна база — 2851 мм (+41). Колія збільшена на 43 мм спереду і 21 мм ззаду.
Платформа CLAR дозволила знизити масу моделі (до 55 кг в залежності від версії), і впровадити нову електроніку. До речі, кузов від повністю сталевого перейшов до комбінованого (сталь/алюміній). Тут є різні помічники водія, аж до асистента Professional. Він забезпечує автоматичне утримання в смузі з активним захистом від бічних ударів. Доступний буде просунутий асистент паркування. Такий контролює і кермо, і розгін/гальмування, і ще вміє відтворювати записаний під час руху заднім ходом траєкторію машини на останніх 50 метрах.
У 2025 році BMW освіжив зовнішній вигляд 3 серії, оновив мультимедіа iDrive 8.5 та покращив ефективність двигунів за допомогою м'якої гібридної системи на 48 вольт.

## Виробництво і продажі
| Календарний рік | Всього виготовлено | Продажі в США |
| --------------- | ------------------ | ------------- |
| 1995            |                    | 54,720        |
| 1996            |                    | 50,248        |
| 1997            | 337,800            | -             |
| 1998            | 376,900            | -             |
| 1999            | 454,000            | 77,138        |
| 2000            | 509,007            | 89,681        |
| 2001            | 533,952            | 103,227       |
| 2002            | 561,249            | 115,428       |
| 2003            | 528,358            | 111,944       |
| 2004            | 449,732            | 106,549       |
| 2005            | 434,342            | 106,950       |
| 2006            | 508,479            | 120,180       |
| 2007            | 555,219            | 142,490       |
| 2008            | 474,208            | 112,464       |
| 2009            | 397,103            | 90,960        |
| 2010            | 399,009            | 100,910       |
| 2011            | 384,464            | 94,371        |
| 2012            | 406,752            | 99,602        |
| 2013            | 500,332            | 119,521*      |
| 2014            | 480,214            | 142,232*      |
| 2015            | 444,338            | 140,609*      |
| 2016            | 411,844            | 106,221*      |